# Hookeria spurio-pallida
Hookeria spurio-pallida là một loài Rêu trong họ Hookeriaceae. Loài này được Müll. Hal. ex Broth. mô tả khoa học đầu tiên năm 1895.